# Schiele & Schön
Der Fachverlag Schiele & Schön publiziert Zeitschriften, Bücher und digitale Medien. Er hat seinen Sitz in Berlin.

## Spektrum
Das Themenspektrum des Verlags umfasst die Bereiche Film, TV & Foto, Mode, nachhaltiges Bauen und Bauplanung sowie das Gießereiwesen. Das Angebot an (Fach-)Zeitschriften und Büchern wurde im Laufe der Zeit um die digitalen Medien wie E-Books, E-Papers, DVDs und Apps erweitert. Seit Juli 2018 bietet der Verlag unter der Marke „Schöne Events“ Veranstaltungen für Industrie und Verbände.

## Geschichte
Die Gründung des Verlags Schiele & Schön erfolgte 1946. Die Militärregierung der amerikanischen Zone in Berlin gestattete Otto Schiele und Willi Schön ab dem 16. Dezember die Herausgabe von „technische Werken und verwandter Literatur“ unter gewissen Auflagen.
Ersten Fachbüchern, wie dem Erstlingswerk Selbstkostenermittlung für Enttrümmerungsarbeiten, folgte im Jahr 1947 die erste wissenschaftliche Fachzeitschrift mit dem Titel Frequenz. Ihre Auflage betrug 7000 Exemplare, die komplett verkauft werden konnten.
In der Folgezeit hatte der Verlag mit Problemen zu kämpfen. Die Beschaffung von Druckpapier gestaltete sich in der Nachkriegszeit schwierig bis unmöglich und die Währungsreform im Jahr 1948 ließ die Auftragslage einbrechen. 1950 erfolgte die Übernahme der Fachzeitschrift Gießerei-Praxis. Gleichzeitig begann die Herausgabe der ersten jährlich erscheinenden Fachtaschenbuchreihe, die ebenfalls den Titel Gießerei-Praxis trug.
Es folgten ab 1952 die Textilindustrie, ab 1954 Werkzeugmaschinen und Werkzeuge und ab 1959 die fernmelde praxis, die heute als Telekom Praxis erscheint. Grundlage für die Weiterführung dieser Serien, aber auch für die Aufnahme neuer Titel ins Angebot der Büchersparte, war die Übernahme der jeweiligen Abteilung für technische Bücher der Verlage Westphal (1958) und Hellmuth Lange (1964). Bis heute wurden insgesamt 13 Monatsschriften ins Repertoire übernommen, unter ihnen seit 1959 die Fernmelde-Praxis und ab 1964 der Schmalfilm.
2002 erfolgte der Verkauf des bis dahin als Familienunternehmen geführten Verlags. Die neue Geschäftsleitung beschloss die Übernahme der FKT, Verbandszeitschrift der Kino- und Fernsehtechnischen Gesellschaft, vom Heidelberger Verlag Hüthig GmbH & Co. KG. 2005 erfolgte die Abgabe des 1955 gegründeten Fachblattes Elektromagazin an die Zeitschriftenabteilung der Verlagsgruppe De Gruyter. Seit 2006 publiziert der Verlag auch das von der Bundesingenieurkammer herausgegebene Deutsche IngenieurBlatt. 2007 schließlich wurde die Fachzeitschrift PC & MUSIK übernommen. Im Jahre 2008 erfolgte die Gründung des Magazins greenBUILDING, das sich mit dem Thema nachhaltiges Bauen und Planen beschäftigt. 2017 erweiterte der Verlag sein Produktspektrum um Kongresse und Events. 2023 war das Unternehmen insolvent.

## Geschäftsführer
- 1946 Gründung des Verlags durch Otto Schiele und Willi Schön
- 1957 Übernahme des Geschäftsanteils von Otto Schiele durch Gerd Bucerius
- 1967 Ernennung von Peter Schön, Willi Schöns Sohn, zum Mitinhaber der Firma
- 2002 Erwerb des Verlags und Übernahme der Geschäftsleitung durch Karl-Michael Mehnert und Harald Rauh
- 2018 Aufnahme von Hans-Gerd Conrad in den Kreis der Gesellschafter

## Zeitschriften
Die in den letzten Jahren vertriebenen Zeitschriften sind:
- Deutsches IngenieurBlatt – (Mitgliedermagazin, herausgegeben von der Bundesingenieurkammer)
- FKT – (Fachmagazin für Broadcast-Technik im Bereich Film und Fernsehen und Mitgliedermagazin der FKTG)
- Giesserei-Praxis – (Fachzeitschrift im Bereich Gießereiwesen) mit Druckguss als Supplement (5 × im Jahr)
- greenbuilding – (Fachzeitschrift für nachhaltiges Planen und Bauen) – 2020 als digitales Magazin in die Webseite des Deutschen Ingenieurblatts integriert
- vdt magazin  – (Mitgliedermagazin, herausgegeben vom Verband der Tonmeister)
- zoom – (Das Magazin der Filmemacher) – 2016 eingestellt
- videofilmen – (Magazin für aktive Amateurfilmer) – 2017 eingestellt
- camera – (Mach dir dein Bild) – eingestellt
- t&m – (technologie & management – Mitgliederzeitschrift des Verbands deutscher Wirtschaftsingenieure) – eingestellt

## Ausgewählte Buchpublikationen
- Hasse, Stephan (Hrsg.): Gießerei-Lexikon
- Brunhuber/Schiemenz: Gießerei-Fachwörterbuch
- Ilgeroth/ Müller/ Abo-Dabach: Kalkulationstabellen Straßen- und Tiefbau
- Jansen, Rüdiger: Systemschnitt Bd. 1+2
- Krause/Lenning: Kleine Kostümkunde
- Olesen, Günther: Kalkulationstabellen Hochbau
- Hasse, Stephan: Taschenbuch der Gießerei-Praxis
- Loy, Walter: Taschenbuch für die Textilindustrie
- Transfer Media: Handbuch HD-Produktion 2013
- Chion, Michel: Audio-Vision
- Kandorfer, Pierre: Lehrbuch der Filmgestaltung
- Auhage, Lutz: Super8 Scope: Filmexperimente
- Lensing, Jörg U.: Sound-Design – Sound-Montage – Soundtrack-Komposition